# Cyathea retanae
Cyathea retanae là một loài thực vật có mạch trong họ Cyatheaceae. Loài này được A. Rojas mô tả khoa học đầu tiên năm 2008.